# ヘスス・アラングレン
チュチ（スペイン語: Chuchi, バスク語: Txutxi）こと、ヘスス・アラングレン・メリノ（Jesús Aranguren Merino、1944年12月26日 - 2011年3月21日）は、スペイン・ビスカヤ県ポルトゥガレテ出身のサッカー選手・サッカー指導者。ポジションはディフェンダー（左サイドバック）。

## 経歴

### 選手
16歳の時に地元ビスカヤのセスタオSCからアスレティック・ビルバオのレサマ(下部組織、カンテラ)に入団。トップチームデビューは1962-63シーズン、アウェイで1962年11月18日に行われたコルドバCF戦(1-2で勝利)であった。デビュー初年度は18試合に出場した。全13シーズンを通して、アラングレンはリーグ戦247試合出場・3得点を記録。コパ・デル・ヘネラリシモ44試合、フェアーズ・カップ25試合、UEFAカップウィナーズカップ3試合に出場し、一貫して守備陣の中心的プレイヤーであり続けた。1966年大会、1972-73年大会のコパ・デル・ヘネラリシモを制覇している。
スペイン代表としては1964年の東京オリンピック・サッカー競技に向けて編成された五輪代表に召集され、欧州予選4試合中2試合に出場したがチームは予選敗退した。また、軍人スペイン代表チームにも選出経験がある。1974-75シーズンは出場ゼロとなり、このシーズンを最後に30歳で現役を引退。プロ入り以降アスレティック一筋でプレーし続けたワン・クラブ・マンであった。なおアラングレンはそのキャリア中、総計で5つのオウンゴールを記録したが、それらは全て盟友ホセ・アンヘル・イリバルが守っていた自軍ゴールへのものであった。

### 指導者
引退から間もない1975年中に、早くも指導者ライセンスを取得。すぐさまインスタラシオネス・デ・レサマで下部組織のチームの仕事を始めた。数年間かけてクラブの組織構造の中にしっかりと地歩を築き、1977-78シーズンから2軍チームのビルバオ・アスレティック監督となった。1978-79シーズンからは同じバスク州アラバ県のデポルティーボ・アラベスの監督に就任。一つ上のカテゴリー、セグンダ・ディビシオンで約2シーズン経験を積む。1980-81シーズン途中の1981年3月から、RCレクレアティーボ・デ・ウエルバにアルゼンチン人指揮官ロケ・オルセンの助監督として移籍、紙一重でセグンダB降格を回避した。翌季からは単独で3シーズン指揮を執り、最高で10位を記録するなど成績を向上させた。
1984-85シーズンにはカルタヘナFC監督に就任、前年度セグンダ16位のチームを8位まで押し上げた。続く1985-86シーズンは同じセグンダ所属のRCデポルティーボ・ラ・コルーニャの監督に就任し、ここでも前年度13位のチームを昇格まであと一歩と迫る5位に導いた。そして1986年から1988年まで率いたCDログロニェスでは、このクラブを創設以来初のプリメーラ・ディビシオン昇格に導くとともに、アラングレン自身も指導者として初めての昇格を経験することになる。
1986-87セグンダのレギュラーシーズンを3位でフィニッシュしたログロニェスは、バレンシアCF、ウエルバ、エルチェ、ビルバオ・アスレティック、エルクレスCFと、6チームで争う昇格プレーオフ・グルポA1への参加権を手にした。アラングレン率いるログロニェスは優勝こそバレンシアに奪われたものの、本拠地ラス・ガウナスでの直接対決に勝利しグループ2位を確保。年間総合勝ち点でバレンシア、セルタに続く3位となり昇格を果たした。翌シーズン、監督として初めてプリメーラの舞台に挑んだアラングレンは、自動降格圏と勝ち点3差の13位というきわどい順位ながらも何とかログロニェスを残留させた。
シーズン終了後、アラングレンは前年プリメーラ9位のスポルティング・デ・ヒホンの誘いを受け監督に就任する。だが、開幕から1分け3敗の未勝利と最悪のスタートを切ったことを受け、わずか4節で解任されてしまった。約1年のフリー期間のあと、古巣のアスレティック・ビルバオで新会長に選出されたホセ・フリアン・エルチュンディがアラングレンにレサマの育成統括者の職を与えた。この役職は1994年に新たに育成ディレクターとなったホセ・マリア・アラテに廃されるまで続いたが、その一方で1991-92シーズンにはトップチームのイニャキ・サエス監督が成績不振で途中解任されたため、アラングレンがレサマから呼び出されて急遽後任監督に就任。最終的にチームを昇降格プレーオフ出場の17位から、わずか勝ち点2差の14位で辛うじて残留させるという功績もあった。
アスレティックでの仕事を失い再びフリーの身となったアラングレンに救いの手を差し出したのは、セグンダBに沈んでいたデポルティーボ・アラベスであった。アラングレンの二期目の指揮の下、アラベスは1994-95セグンダＢのグルポⅡを1位で勝ち抜き、昇格プレーオフへ進出した。UDラス・パルマス、UDAグラメネ、レアル・ハエンと同居したプレーオフ・グルポCでは余裕の戦いぶりで1位となり、ハエンに1-3と唯一の黒星を喫したもののセグンダ昇格を決めた。セグンダでもアラングレンは続投され、昇格初年度で7位に躍進。ハヴィエル・スビリャガと共にテクニカル・ディレクターの権限も共有するほどクラブから信頼されていた。だが翌1996-97シーズンは結果が出ない時期が続き、ホームでRCDマジョルカに2-3と敗れた後の1997年2月16日に解任が言い渡された。
約1年近いフリー期間を経た1998年1月、アラングレンはセグンダで下位に低迷していたレバンテUDで、ロベルト・アルバレスの後任としてシーズン途中から監督に就任。アラングレンはこのシーズンにレバンテを率いた4人目の監督だった。そして前任者3人と同じくチーム状態を好転させられず、3月にCDバダホスに敵地で敗れた後に自ら辞任を申し出た。1998-99シーズン、アラングレンは1995年創設の新興クラブ・カルタゴノヴァFCと契約を結び、カルタヘナの街に13年ぶりに戻ってきた。既にセグンダBまで這い上がってきていたチームは、アラングレンの指揮下でも好調を維持し、昇格初年度でいきなりグルポⅢを2位で勝ち抜いて昇格プレーオフへ進出した。コルドバCF、ラシン・デ・フェロル、クルトゥラル・レオネサと同居したプレーオフ・グルポDでは、3勝1分けで迎えたラスト2試合でコルドバにホーム・アウェイとも敗北。2位に終わり昇格は叶わなかった。翌1999-00シーズンはグルポ8位でレギュラーシーズン敗退。2000-01シーズンも不調は続き、ホームでエスパニョールBに0-4と大敗した試合後に辞任した。
2001-02シーズン、アラングレンはアラベスで仕事をする3回目のオファーを受けたが、今回はセグンダB所属のBチーム監督であった。この仕事は2004-05シーズン途中まで続いた一方で、トップチームが2002-03シーズンに降格危機に陥った際、終盤わずか7試合ながら久々にプリメーラの舞台で指揮を執る。だが、わずか2年前にUEFAカップ準優勝を飾ったアラベスは結局19位で降格した。Bチームの監督はそれより長く続いたが、2004-05セグンダBにおいて、RSヒムナスティカ・デ・トレラヴェガに敵地で2-3と敗れた後に解任。これがアラングレンの指導者としての最後の仕事となった。

### 指導者引退後
アラベス退団後、アラングレンは病床の妻を看病することに専念しサッカー界に復帰することは無かった。2011年3月21日、アラングレンはビスカヤ県バラカルドのクルセス大学病院の待合室で、妻に付き添って診察の順番を待っている最中に心筋梗塞で倒れ急逝した。享年66歳。

## タイトル

### アスレティック・ビルバオ
- コパ・デル・ヘネラリシモ 1969, 1972-73